# 版築
版築（はんちく）とは、土を建材に用い強く突き固める方法で、堅固な土壁や建築の基礎部分を徐々に高く構築する工法を指す。もともと石灰分を多量に含んだ微粒子から成りこの工法に著しく適した黄土が広く堆積した黄河流域で古代から用いられ、特に発展を見せた工法である。
なお版築で作った壁等の構造物自体を指して版築と呼ぶ場合もある。
本来、版築自体はほぼ土や石（礫）と少量の石灰や稲藁等の凝固材の混合物でできているが、現在ではセメントを混ぜコンクリートに近い特性を持たせることも多い。

## 概要
版築は非常に頑丈で、城壁や墳墓などの大規模な建造物をはじめ、道路や家屋などにも用いられてきた。一方で水気に弱いという欠点があり、湿潤地域ではあまり背の高い構造物は作れない。
中国では古代における都城・長城など大規模な工事での使用例も多いが、日本では主に家屋の壁や城郭の土塁などの建設に用いることが多い。日本ではすでに廃れた方法だが、中国では西域などで安価かつ技術的に容易であり、粒子の細かい黄土が版築に適しているという点から現代でも多く用いられている。また版築は古代世界では、日干しレンガなどと同様広く見られる手法であり、西洋でも民家や教会などに版築が見られ、現代建築においても外壁などに用いられる。

## 版築の築造方法

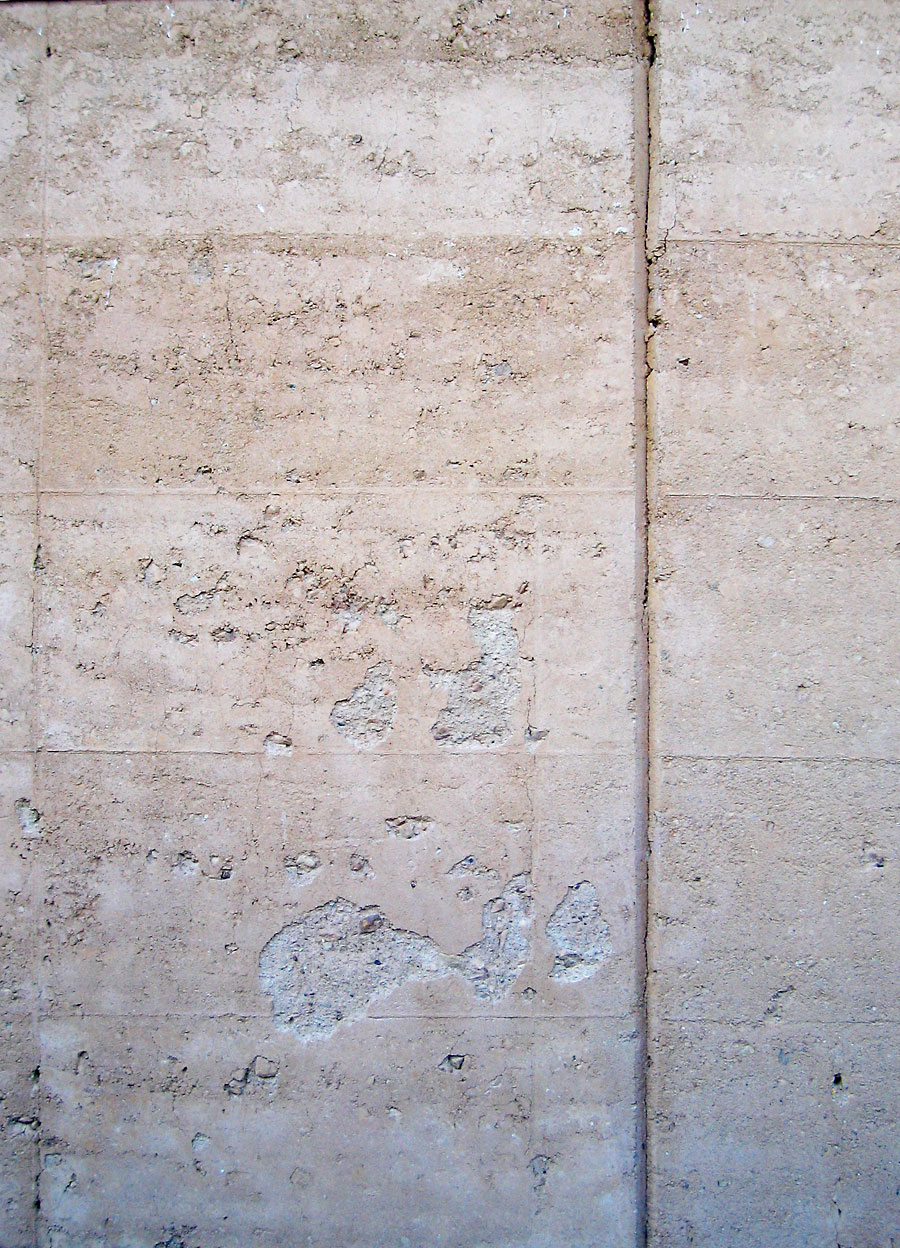
版築の壁の表面。水平の線が多数見える。一定の間隔ではっきり見える水平線は、枠に使った板の継ぎ目の線、その間には土を突き固めるごとにできた細かい層が無数にある

1. 版築を作る部分を決め、両側を板などで囲み枠を作る。板の大きさは長さが1.5m程度、高さは高くても10cmぐらいである。一回の高さは薄いほうが頑丈である。枠は横に支えになる柱を立てるなど、強い構造にする必要がある。
2. 板で挟まれた間に土を入れる。より頑丈にするために土に小石や砂利、藁や粘土を混ぜることもある。
3. たたき棒や"たこ"と呼ばれる道具で、入れた土を硬く突き固める。1.で両側の板を強い構造にする必要があるのは、このためである。
4. 板の高さいっぱいまで突き固めたら、板の上に新しく板を継ぎ足すか、今の板を外し次の枠を作る。

こうしてまた土を入れて突き固める作業を続けていく。数十段重ねることにより、高い壁を作ることもできる。目標の高さに達したら、枠板を外し完成である。日本では土塁を版築で作る際に、表面を硬く滑らかにするため、枠板をはずした後に外側を叩いて硬くすることなどもした。版築に外側に石を築くことで石垣とすることも多かった。

## 各国における版築の利用例

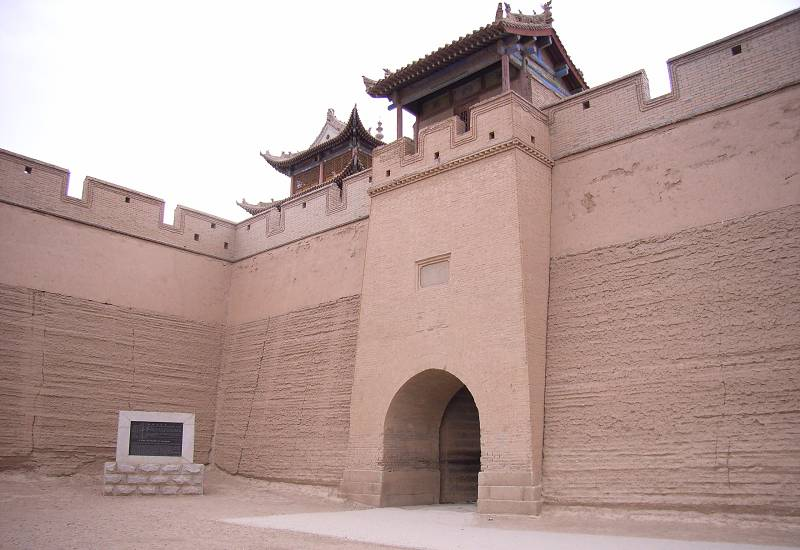
万里の長城の西端近くにある嘉峪関の門。周囲の城壁は部分的に版築を使って固められている

### 中国
中国では堤防・城壁・土塁・家屋・寺院・墳墓・道路など、あらゆる構造物に版築が用いられた。秦漢時代に森林資源が枯渇し始め、木材が高価になると、構造物の建材はさらに可能な限り土を用い、版築、および土を焼き上げた磚(せん)というレンガが使われた。
古代から版築を用いてきたのは中原や山東地方などで、中原では仰韶文化の後期には環濠と土塁に囲まれた集落が出現した、とされる。また紀元前2000年から1500年ごろに栄えたとされる二里頭遺跡の宮殿跡には基壇や回廊・城壁とみられる箇所に版築が用いられていた。
殷・周の時代になると、巨大な都城建築を始めさらに広い用途に版築は用いられるようになり、土木・建築に広く活躍することになった。その後の長い中国の歴史の中で、この簡単で安価で頑丈な版築という工法は、秦代の万里の長城や始皇帝陵といった有名な巨大建造物から、農民の家屋や塀にいたるまで広く活用された。現代でも簡易な建物を作る際には版築が用いられている。
ただし江南地域では中原・華北に比べ温暖湿潤な環境が版築に不向きで、また樹木の生育にも適していたことから近代まで木造建築が主流であった。

### 日本
日本では家屋の壁に用いることもあったと推定されるが、多くは墳墓や寺院の基礎部分、築地塀などの土塀、土塁、地盤改良に用いられた。中国と違い日本には黄土のような粒子の細かい土が少なく、多くは魚油や石灰や藁などを混ぜることで補強とした。
墳墓に版築を用いる例としては、弥生時代の吉野ヶ里遺跡の墳墓群や、古墳時代には纒向型前方後円墳に確認することができ、多くの古墳で用いられている。近年、高松塚古墳においても墳丘における版築の利用が確認された。古墳での利用は寺院での技術の応用であると考えられている。古代の寺院では堂宇の基壇の地固めに版築を用いる。基壇の表面は石材で仕上げ、内部は深く掘り下げた後に版築で強固に固めてある。法隆寺では版築が多用され、多くの建物の下に版築で強化された地盤がある。
土塀の構築には現代でも版築工法を用いることがある。平安京などでは貴族の館の塀として、また時代が下っても寺院や豪商の屋敷の塀に多く用いられた。土塀より大規模な土塁については戦国時代以降の城郭に版築が多く活用された。土で作る防塁としては最も急峻な角度を形成することができた。
版築は地盤改良の手段としても古代などに多く用いられた。日本は古来、沼沢地や地盤のやわらかい地域が多く、大規模な建築をする際には地盤改良の必要があり、版築が用いられた。地面を硬い岩盤まで掘り下げ、そこから版築で硬く固めることにより、大規模な建築物に耐えうる地盤を作った。
また近年では、INAXが愛知県に土・どろんこ館を建てた。この建物本体は版築ではないが、壁にあたる部分等が版築である。

### ブータン
ブータンでは農家などの家屋に版築が多用される。築造方法は荒く、一回に盛る高さも50cm程度の場合がある。家屋の壁としては厚く、おおむね50cmから1mという築地塀並みの厚さを持つ。構造としては、建物自体は2階か3階建てで、地階から2階の下層階を版築で作る。地階は窓がほとんどなく、2階にも少ない。これは版築の持つ調温・調湿機能を活用した倉庫や食料庫などにあてているためである。この構造の上に上部階を木造で建て、居住空間にあてる。一部は版築であることもあるが、版築は重いため、積み重ねるだけ下の階の壁が上を支えるために厚くなるので、上部では多用されない。その外観は土塁の上に平屋建てが載っているようである。

## 著名な版築の例
以下のものがある。

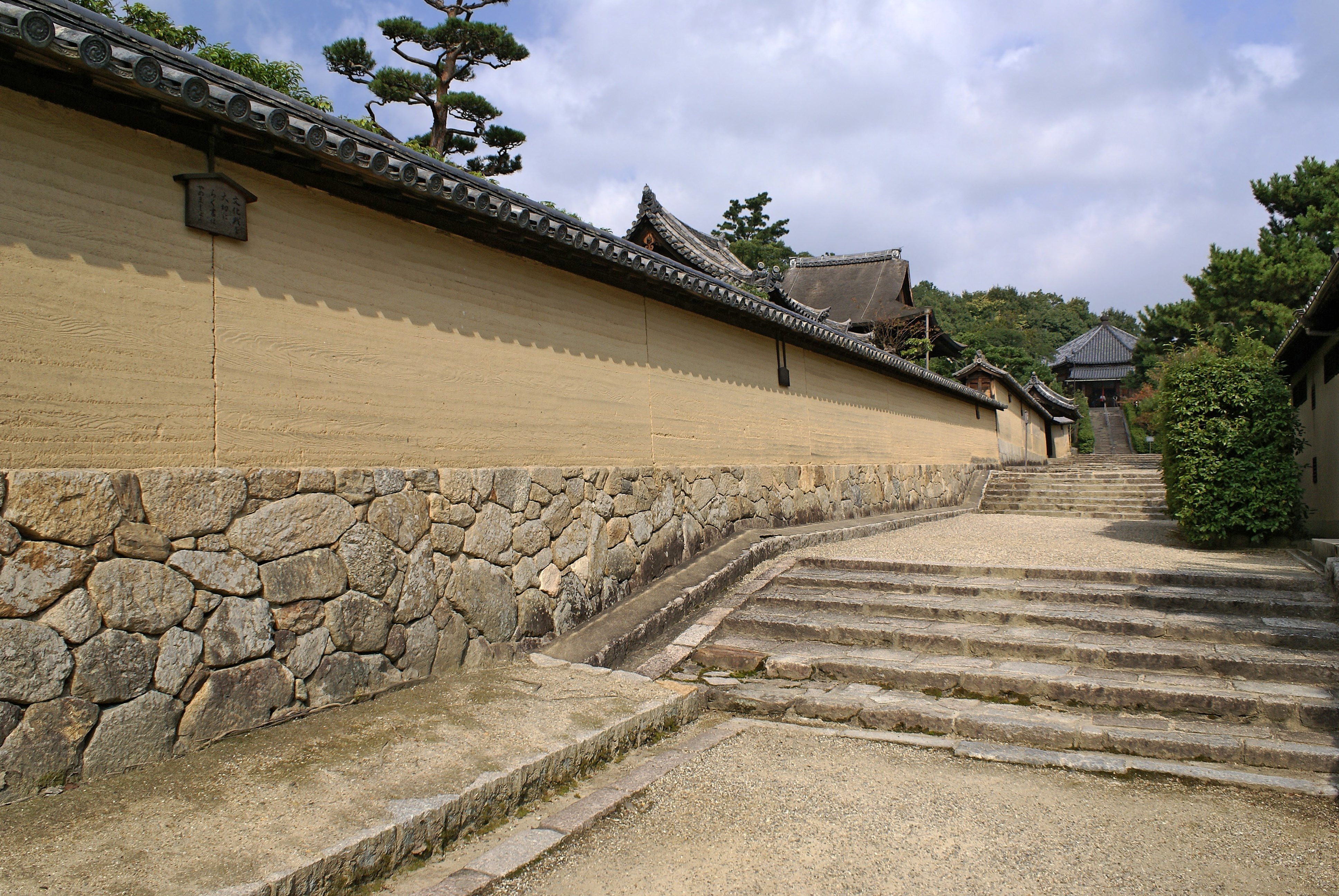
法隆寺の築地塀

- 法隆寺の築地塀 - 版築で作られ、表面には水平方向に線が走っている。これは版築を作る際についた枠板のあとである。
- 武蔵国分尼寺金堂基壇 - 国の史跡武蔵国分寺跡の国分尼寺金堂基壇の版築は、地面を掘り下げてあり一部をガラス越しに観察することができる。
- 万里の長城 - 万里の長城のうち、嘉峪関あたりは版築で作られた簡略なものである。近年、付近の住民が家屋の材料にするために持ち去ったり、私道を作るために破壊するなど、破損が激しい。外部リンクに詳しい。

## 日本における版築の再評価
日本では最近、ほとんど化学製品を使わない自然由来の方法である点や、版築の材料である土が持つ適度な調湿・調温機能から、その有効性を見直され研究が行われている。